# Клён (древесина)
Клён — древесина деревьев рода Клён (лат. Acer), включающего в себя до 200 видов деревьев и кустарников, распространённых в Евразии и Северной Америке. Используется прежде всего как строительная древесина или для изготовления мебели, значительно реже в качестве топлива. Экономически значимой является древесина высокорослых видов клёна, в Евразии это такие виды как Явор (лат. A. pseudoplatanus) и Клён остролистный (лат. A. platanoides). В Северной Америке к таким видам относятся Клён сахарный и Клён чёрный (лат. A. nigrum), называемые «американский твёрдый клён» (англ. American hard maple), а также Клён красный и Клён серебристый, древесина которых носит название «американский мягкий клён» (англ. American soft maple). В Восточной Азии для получения кленовой древесины используют Клён мелколистный. Кроме того, некоторое использование находит древесина Клёна полевого.

## Свойства
Древесина клёна считается одной из ценных пород древесины. Как заболонь так и ядровая древесина клёна окрашены в желтоватый или белый цвет, древесина клёна остролистного имеет розоватую окраску. Заболонь и ядро не отличаются по цвету или отличаются незначительно. Годичные кольца ясно различимы, между кольцами имеются неравномерно расположенные поры и часто видны лучи в виде пятен или полос.
Эта древесина имеет среднюю плотность от 623 (явор) до 653 кг/м³ (остролистный клён) и относится к древесным породам средней тяжести, эластичная и вязкая, но одновременно твёрдая и слабо подвержена короблению. Прочность на сгиб хорошая. В карточке приведены физические свойства древесины двух важнейших видов клёна.
В высушенном виде древесина клёна очень устойчива, прежде всего при использовании её внутри помещений. Поверхность кленовой древесины хорошо обрабатывается, легко полируется, окрашивается и покрывается морилкой, также без проблем может покрываться лаком. Эту древесину можно раскалывать. При сушке древесина клёна склонна к изменению цвета, поэтому стволы рекомендуется после валки отрезать и хранить вертикально.

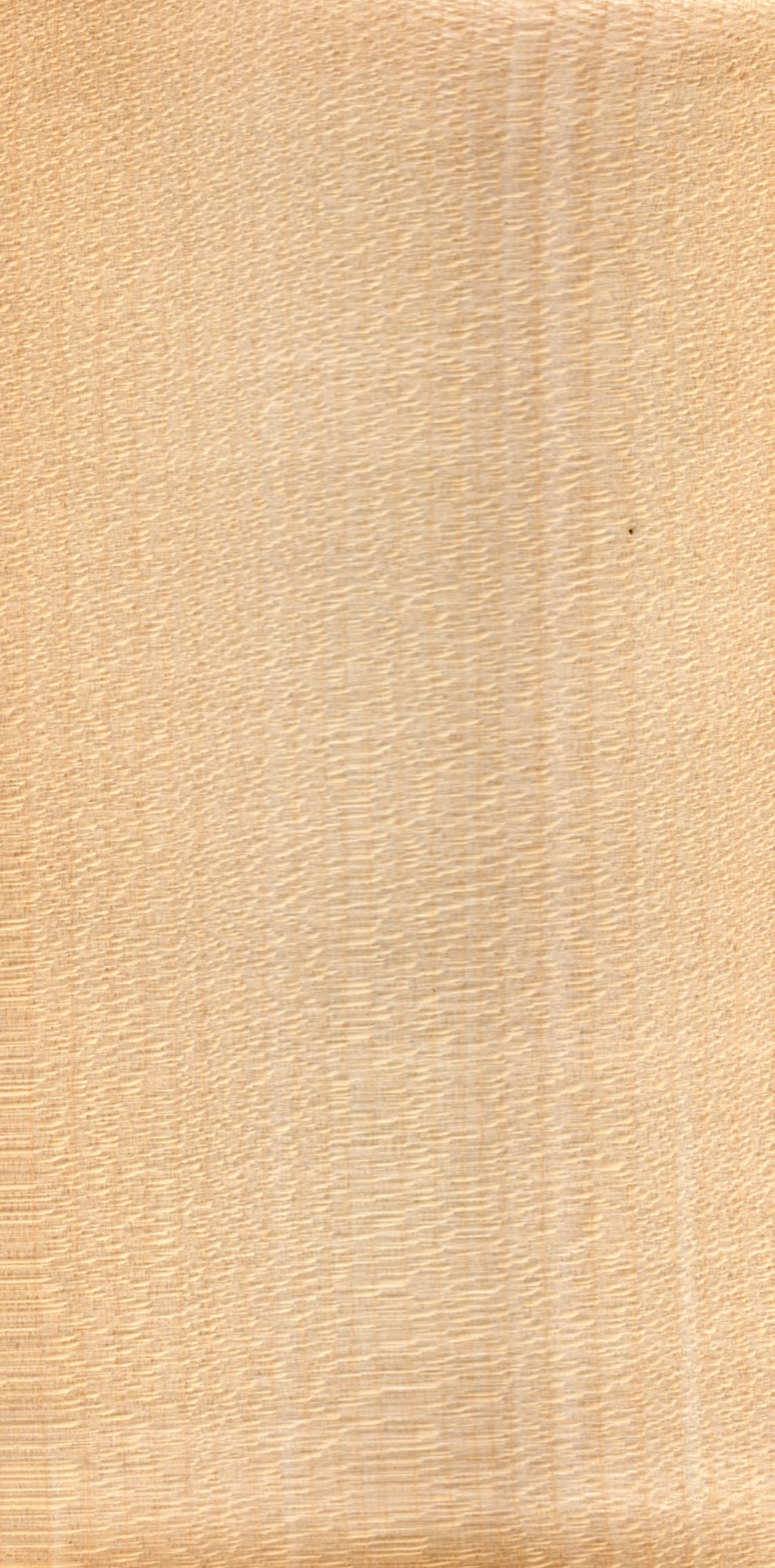
Шпон из явора
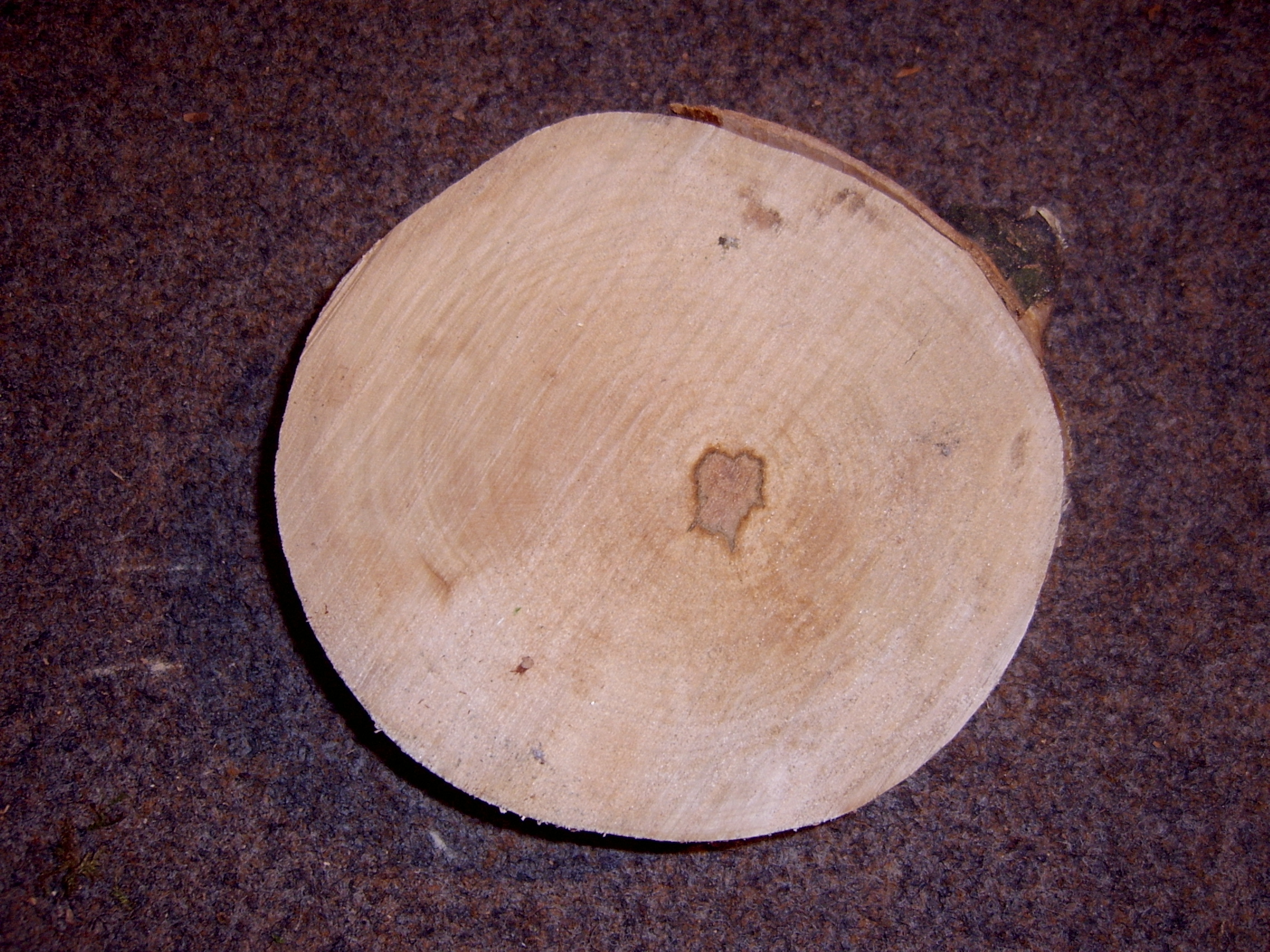
Поперечный спил явора
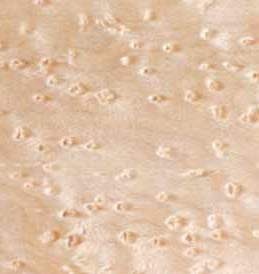
Кленовая древесина "птичий глаз" (изменение структуры волокон из-за нарушений роста камбия)
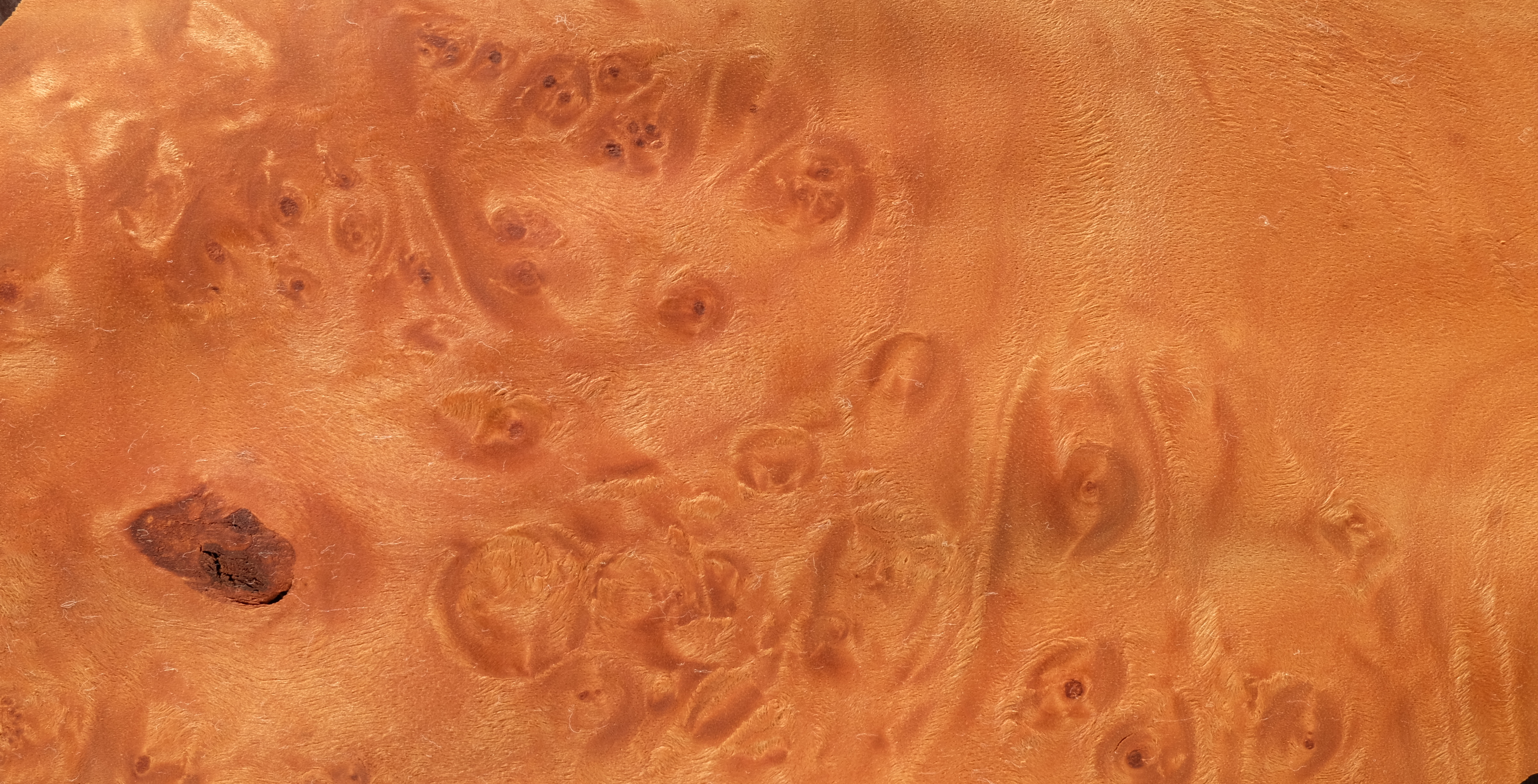
Кап клёна

## Использование

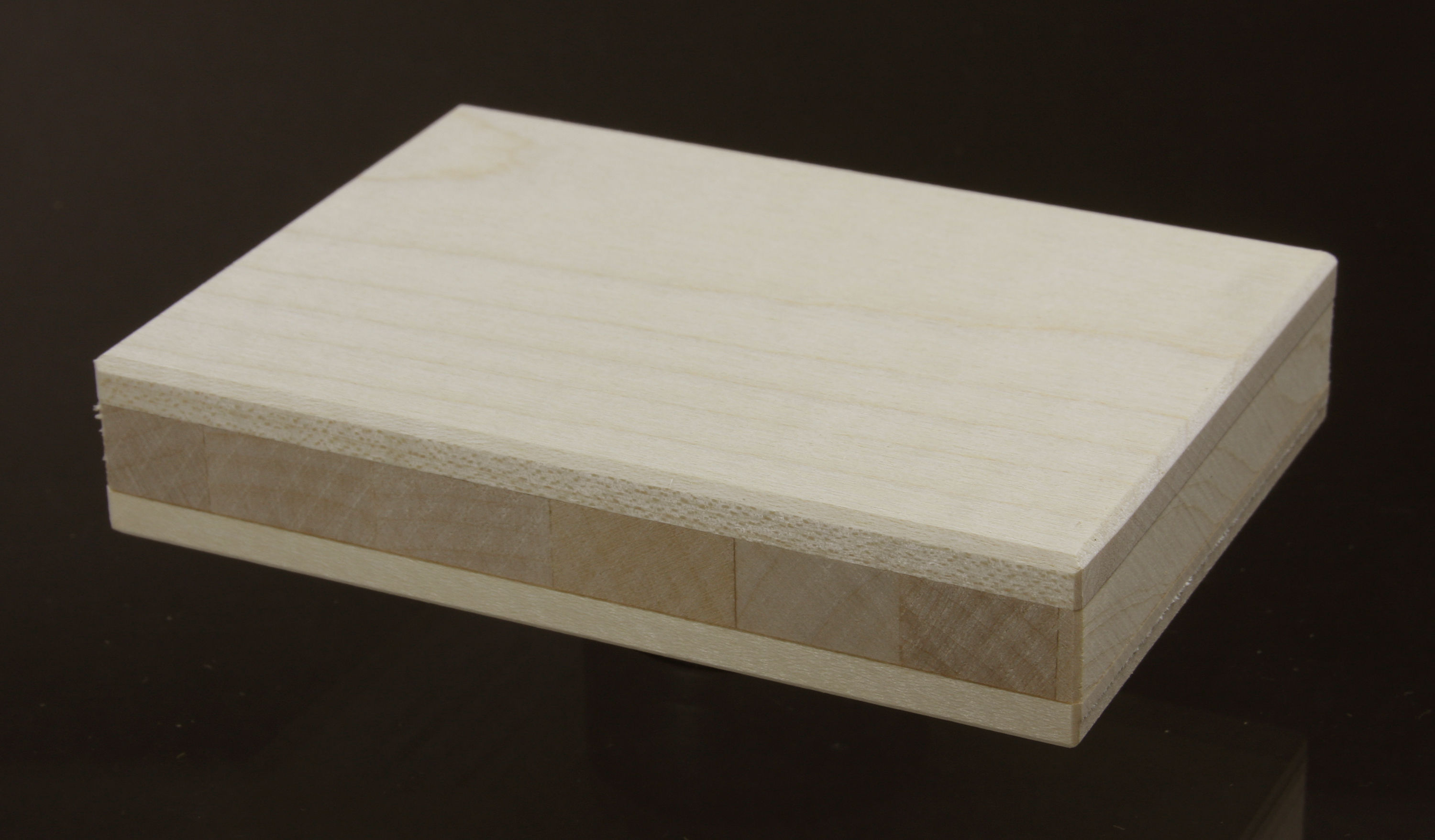
Столярная плита из клёна

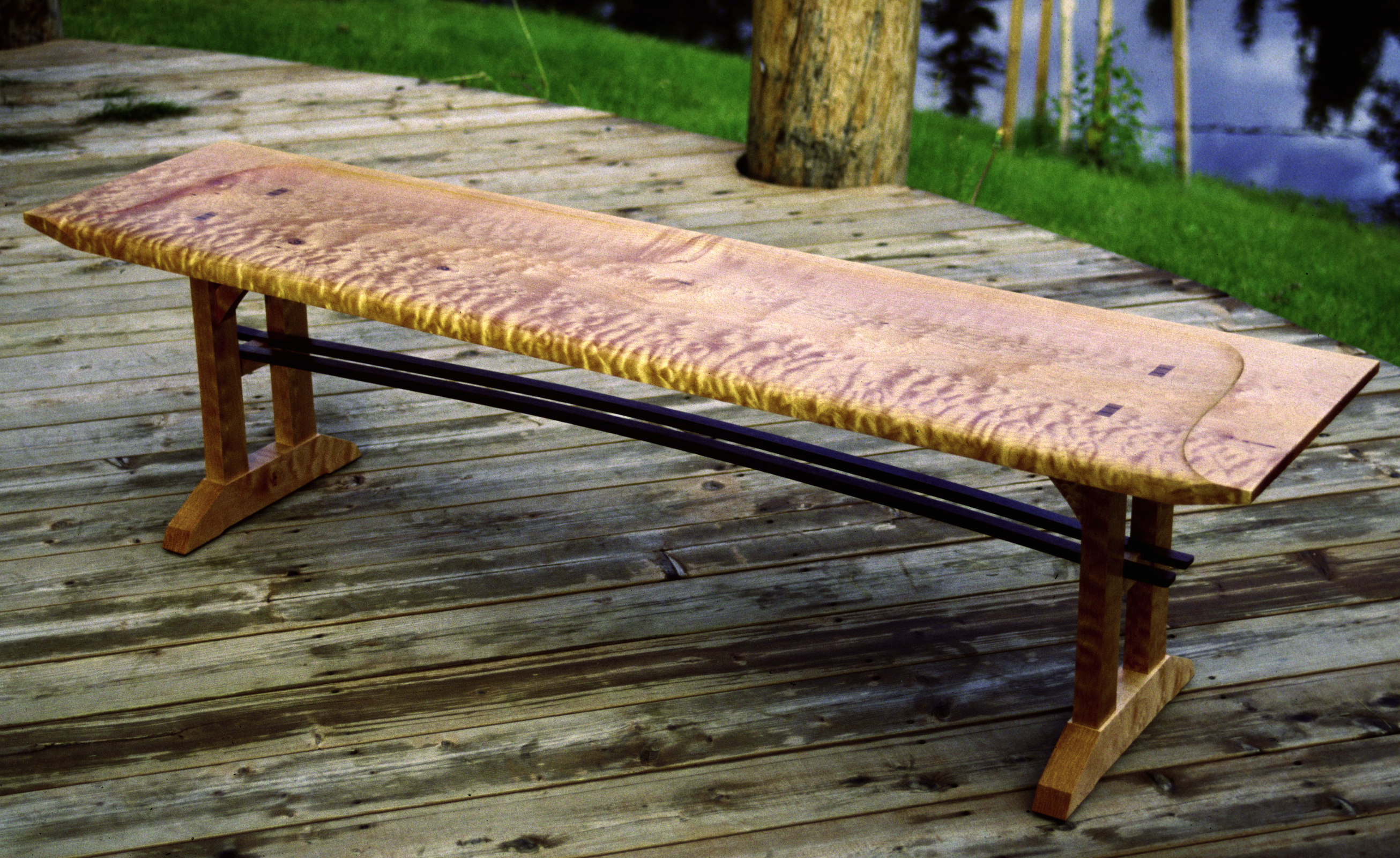
Скамья из древесины сахарного клёна

Древесина клёна применяется в первую очередь в интерьерах и для изготовления мебели. Шпон из этой древесины, как с ровным так и с волнистым (свилеватым) рисунком волокон, особенно в 1950-х и до середины 1960-х годов из-за своего естественного цвета был излюбленным материалом для оформления спальной мебели, шкафов, столов, буфетов и мелкой мебели. Часто используется также как контрастное дерево в виде кантов и декоративных реек. Однако из-за склонности к пожелтению её употребление в качестве лицевых панелей мебели быстро пошло на убыль. В наши дни кленовую древесину применяют для внутренней отделки высококачественной мебели. Эту древесину применяют краснодеревщики для изготовления мебели ручной работы, также для интарсий.
Особым видом использования кленовой древесины является изготовление столешниц из одного куска дерева. Мебельная промышленность использует клён в виде пиломатериалов или шпона для оформления. Кленовый паркет считается особо ценным и отличается высокой стойкостью к истиранию. Также клён прекрасно подходит для изготовления лестниц.
Издавна находит применение при изготовлении струнных и духовых музыкальных инструментов отборная древесина явора, которую применяют как декоративную и резонансную древесину. Эта древесина часто используется при изготовлении грифов гитар. Также очень востребованы деки из волнистой древесины явора. Корпуса высококачественных барабанов также часто сделаны из клёна.
Резчики и скульпторы также охотно применяют для своих работ клён. Эта светлая древесина находит использование для бытовых и кухонных приборов и для спортивных снарядов. Клён используется для изготовления различных игрушек, таких как домики и фигурки.